# مارتن جونسون (موسيقي)
مارتن جونسون (بالإنجليزية: Martin Johnson)‏ هو موسيقي ومنتج أسطوانات ومغني ومغن مؤلف أمريكي، ولد في 9 سبتمبر 1985 في Andover, Massachusetts ‏ في الولايات المتحدة.

## وصلات خارجية
- مارتن جونسون على موقع ميوزك برينز (الإنجليزية)
- مارتن جونسون على موقع ديسكوغز (الإنجليزية)